# Liste der Bodendenkmäler in Rieden (bei Kaufbeuren)
Auf dieser Seite sind die Bodendenkmäler in der schwäbischen Gemeinde Rieden zusammengestellt. Diese Tabelle ist eine Teilliste der Liste der Bodendenkmäler in Bayern. Grundlage ist die Bayerische Denkmalliste, die auf Basis des Bayerischen Denkmalschutzgesetzes vom 1. Oktober 1973 erstmals erstellt wurde und seither durch das Bayerische Landesamt für Denkmalpflege geführt wird. Die folgenden Angaben ersetzen nicht die rechtsverbindliche Auskunft der Denkmalschutzbehörde.

## Bodendenkmäler der Gemeinde Rieden

### Bodendenkmäler in der Gemarkung Rieden
| Lage              | Objekt | Akten-Nr.     | Bild |
| ----------------- | --- | ------------- | ---- |
| Rieden (Standort) | Grabhügel der Hallstattzeit. | D-7-8029-0076 |      |
| Rieden (Standort) | Verebnete Grabhügel der Hallstattzeit. | D-7-8029-0077 |      |
| Rieden (Standort) | Abschnittsbefestigung vor- und frühgeschichtlicher Zeitstellung.                                                                            | D-7-8029-0078 |      |
| Rieden (Standort) | Mittelalterliche und frühneuzeitliche Befunde im Bereich der Katholischen Pfarrkirche St. Martin in Rieden. Siehe auch: St. Martin (Rieden) | D-7-8029-0174 |      |